# Blepisanis pseudoneavei
Blepisanis pseudoneavei là một loài bọ cánh cứng trong họ Cerambycidae.